# Collegio di Ely and East Cambridgeshire
Ely and East Cambridgeshire è un collegio elettorale inglese situato nel Cambridgeshire, nell'Est dell'Inghilterra, e rappresentato alla Camera dei Comuni del Parlamento del Regno Unito. Elegge un membro del Parlamento con il sistema first-past-the-post, ossia maggioritario a turno unico; l'attuale parlamentare è Charlotte Cane dei Liberal Democratici, eletta nel 2024.

## Estensione
Il collegio è costituito dai seguenti ward:
- l'intero distretto di East Cambridgeshire;
- nel distretto di South Cambridgeshire: Cottenham e Milton and Waterbeach.[1]

## Membri del Parlamento
| Elezione | Elezione | Deputato       | Partito |
| -------- | -------- | -------------- | ------- |
|          | 2024     | Charlotte Cane | Lib Dem |

## Elezioni

### Elezioni negli anni 2020
| Partito                    | Partito                                    | Candidato                  | Risultati 4 luglio 2024 | Risultati 4 luglio 2024 |
| Partito                    | Partito                                    | Candidato                  | Voti                    | %                       |
| -------------------------- | ------------------------------------------ | -------------------------- | ----------------------- | ----------------------- |
|                            | Lib Dem                                    | Charlotte Cane             | 17 127                  | 32,70                   |
|                            | Conservatore                               | Lucy Frazer                | 16 632                  | 31,76                   |
|                            | Laburista                                  | Elizabeth McWilliams       | 9 160                   | 17,49                   |
|                            | Reform UK                                  | Ryan Coogan                | 6 443                   | 12,30                   |
|                            | Verdi                                      | Andy Cogan                 | 2 359                   | 4,50                    |
|                            | Monster Raving Loony                       | Hoo-Ray Henry              | 271                     | 0,52                    |
|                            | Social Democratico                         | Robert Bayley              | 172                     | 0,33                    |
|                            | Indipendente                               | Obi Monye                  | 103                     | 0,20                    |
|                            | Indipendente                               | Rob Rawlins                | 102                     | 0,19                    |
|                            |                                            |                            |                         |                         |
| Iscritti                   | Iscritti                                   | Iscritti                   | 79 112                  | 100,00                  |
| ↳ Votanti (% su iscritti)  | ↳ Votanti (% su iscritti)                  | ↳ Votanti (% su iscritti)  | 52 369                  | 66,20                   |
| ↳ Astenuti (% su iscritti) | ↳ Astenuti (% su iscritti)                 | ↳ Astenuti (% su iscritti) | 26 743                  | 33,80                   |
|                            |                                            |                            |                         |                         |
|                            | Esito: collegio a Lib Dem (nuovo collegio) |                            |                         |                         |